# Alliance israélite universelle
Alliance israélite universelle (AIU; hebr. כל ישראל חברים Kol Israël Haverim, ou כי”ח) – żydowska organizacja założona w Paryżu w 1860 roku przez Adolphe’a Cremieux w celu ochrony praw Żydów na całym świecie.

## Historia
Mottem tej organizacji jest rabiniczny nakaz: „Kol yisrael arevim ze laze” co oznacza, że Żydzi powinni być odpowiedzialni za siebie nawzajem.
W 1860 Alliance israélite universelle rozpoczęła swoją misję cywilizacyjną wśród Żydów z Północnej Afryki. W 1862 została otwarta szkoła Tetuanie w Maroku. Jej członkami byli głównie Żydzi, ale zyskała ona wielu sympatyków wśród miejscowych chrześcijan.
Do osiągnięcia swoich celów organizacja zdecydowała się na kampanię edukacyjną w ramach której publikowała artykuły na temat życia oraz kultury żydowskiej.
Na początku jednak organizacja starała przynieść ulgę uciskanym braciom, więc w ich imieniu zapewniała rządy o wzajemnej przyjaźni. Z tego powodu rządy Francji, Holandii, Włoch oraz Belgii odnowiły traktaty ze Szwajcarią dotyczące praw obywatelskich dla Żydów. Dzięki działalności tejże organizacji w traktacie berlińskim zostały zamieszczone postulaty wobec Rumunii, Serbii, oraz Bułgarii dotyczące zaprzestania dyskryminacji wobec każdej religii.
W miarę upływu czasu działalność tej organizacji skupiała się coraz bardziej na edukacji oraz na poprawie sytuacji materialnej Żydów. W 1864 powstała szkoła w Bagdadzie. W 1870 została otwarta pierwsza szkoła żydowska na terenie Palestyny. Z czasem powstało ponad 60 takich szkół. Nauczyciele Alliance byli kształceni w Turcji oraz we Francji.
W latach 90. XIX wieku organizacja rozpoczęła działalność na Bałkanach.
Po powstaniu Izraela wiele szkół na terenie Bliskiego Wschodu zostało zamkniętych z powodu emigracji żydowskiej do nowo powstałego państwa.